# Jordan Schnitzer
Jordan Ralph Schnitzer (Surrey, 28 luglio 1999) è un pallavolista canadese, centrale della Powervolley Milano.

## Carriera

### Club
La carriera di Jordan Schnitzer inizia nei tornei scolastici canadesi, indossando la casacca della Pacific Academy. In seguito è di scena nella lega universitaria U Sports, dove gioca prima per il Briercrest e poi per la Trinity Western.
Nella stagione 2022-23 inizia la carriera da professionista in Germania, ingaggiato dal Lüneburg, in 1. Bundesliga, mentre nella stagione seguente milita nella Ligue A francese, dove indossa la casacca del Saint-Nazaire, con il quale conquista lo scudetto. Nel campionato 2024-25 approda alla Powervolley Milano, nella Superlega italiana.

### Nazionale
Nel 2021 debutta in nazionale in occasione della NORCECA Final Six, dove si aggiudica la medaglia d'argento, bissata nel 2022. Si aggiudica poi altri due argenti, rispettivamente alla Coppa panamericana 2022 e al campionato nordamericano 2023.

## Palmarès

### Club
- Campionato francese: 1

2023-24

### Nazionale (competizioni minori)
- NORCECA Final Six 2021
- NORCECA Final Six 2022
- Coppa panamericana 2022